# Tomislav Nikolić
Tomislav Nikolić (Kragujevac, 15. veljače 1952.), srbijanski je političar, bivši predsjednik Republike Srbije i četnički vojvoda.
Nikolić je osnivač i bivši predsjednik Srpske napredne stranke, kao i dugogodišnji zamjenik predsjednika Srpske radikalne stranke prije toga. Oženjen je i otac je dva sina. 
Godine je 1993. na Romaniji (BiH) službeno proizveden u najviši četnički čin: pred Vojislavom Šešeljom je položio prisegu za četničkog vojvodu; Prigodom unaprjeđenja objašnjeno je da T. Nikolić i drugih 18 četničkih zapovjednika u čin vojvode – kojega je od četničkih zapovjednika koji su neposredno sudjelovali u ratu 1990-ih godina do tada nosio jedino Vojislav Šešelj – biva proizvedeno „za izvanredne zasluge u ovom ratu, veliko junaštvo i pokazanu ratnu veštinu najistaknutijih četničkih komandanata”. U intervjuu za Press iz 2009., T. Nikolić izjavljuje da je ponosan što je „miropomazan” za četničkog vojvodu i da nema namjeru odreći se te titule, ali da su 1993. „bila druga vremena, sada to nema veze”. Nedugo prije predsjedničkih izbora 2012. godine, na kojima je pobijedio, javno je izrekao: „Nisam promijenio nijedan stav otkad sam napustio Srpsku radikalnu stranku, i dalje sanjam Veliku Srbiju.”

## Životopis
U Kragujevcu je završio osnovnu i srednju tehničku školu – građevinski smjer. Nakon što je 1971. godine napustio studije na Pravnom fakultetu u rodnom gradu, radnu karijeru započeo je u Građevinskom poduzeću "Žegrap". Bio je šef izgradnje na pruzi Beograd – Bar, radio u Majdanpeku, Priboju, Prijepolju, Trebinju, Beogradu i drugim mjestima širom bivše SFRJ. U kragujevačkoj firmi 22. decembar bio je šef investicija u periodu od dvanaest godina (1978. – 1990.), a dvije godine i tehnički direktor javnog komunalnog poduzeća u Kragujevcu (1990. – 1992.).

### Politička karijera
Uspostavljanjem višestranačkog sustava u Srbiji, Tomislav Nikolić postaje funkcionar Narodne radikalne stranke, a odmah zatim, na njegovu inicijativu, dolazi do ujedinjavanja najvećeg broja općinskih odbora narodnih radikala i Srpskog četničkog pokreta u Srpsku radikalnu stranku. Od 23. veljače 1991. godine, član je Srpske radikalne stranke, u kojoj je najprije izabran za njenog potpredsjednika, a na tri posljednja Kongresa srpskih radikala, tajnim glasovanjem biran je za zamjenika predsjednika.
Od 1992. godine poslanik je u Skupštini Srbije i jedini poslanik koji je izabran u svaki saziv Skupštine Srbije od tada. U vrijeme vladavine Socijalističke partije Srbije, a isključivo zbog političkog djelovanja, zajedno s Vojislavom Šešeljem, 1995. godine osuđen je na tromjesečnu kaznu zatvora koju je izdržavao u Gnjilanu.
Ožujka 1998. godine, Srpska radikalna stranka ulazi u koaliciju s Miloševićevim socijalistima i Jugoslovenskom levicom (partija Miloševićeve supruge Mirjane Marković) te s njima formira novu Vladu Srbije. Nikolić je tada izabran za potpredsjednika srpske Vlade, a tijekom 1999. i za potpredsjednika savezne Vlade SR Jugoslavije.
Dana 24. rujna 2000. godine bio je kandidat Srpske radikalne stranke na predsjedničkim izborima; po broju glasova je bio rangiran treći, iza Vojislava Koštunice i Slobodana Miloševića.
Nakon odlaska Vojislava Šešelja u Haaški sud, 24. veljače 2003. godine, vodi Srpsku radikalnu stranku u zemlji. Dana 16. studenog 2003. prvi se puta kandidirao za predsjednika Srbije. Osvojio je najviše glasova (oko 47 %), međutim, izbori su zbog nedovoljne izlaznosti (oko 38%) bili neuspjeli. Na Šešeljev je prijedlog Središnja domovinska uprava stranke donijela odluku da Nikolić ponovo bude kandidat za predsjednika Srbije na izborima u lipnju 2004. godine. U drugom krugu, 27. lipnja, izgubio je od protukandidata, sada bivšeg predsjednika Borisa Tadića.
U nastavku konstatirajuće sjednice Narodne skupštine Srbije, koja je započela 7. a završila 8. svibnja 2007. godine u ranim jutarnjim satima, Nikolić je izabran za predsjednika Skupštine većinom od 142 poslanika. Nakon što su Demokratska stranka, Demokratska stranka Srbije i G 17+ postigli dogovor o formiranju nove srpske Vlade, pokrenut je prijedlog za Nikolićevu smjenu. 13. svibnja, Nikolić podnosi ostavku na dužnost predsjednika parlamenta.
Pobijedio je u prvom krugu predsjedničkih izbora 20. siječnja 2008., kada je osvojio 40% glasova, te u drugi krug ulazi s demokratom Borisom Tadićem. U drugom krugu, 3. veljače, Tadić ga je tijesno pobijedio: s 50,3% naspram 47,9%.
Tijekom ljeta iste godine dolazi do sukoba između njega i predsjednika stranke, Vojislava Šešelja. Naime, Nikolić je bio za to da radikali glasaju za ratificiranje sporazuma o stabilizaciji i pridruživanju između Srbije i Europske unije dok je Šešelj bio protiv. Sukob je kulminirao 5. rujna, kada je Središnja domovinska uprava Srpske radikalne stranke većinom glasova podržala Šešelja. Nikolić je iste večeri podnio ostavku na dužnost zamjenika predsjednika SRS i šefa zastupničke grupe SRS u Skupštini Srbije. Tri dana kasnije, formirao je vlastitu zastupničku grupu pod nazivom „Napred Srbijo”, kojoj je prišlo 17 poslanika radikala. Zbog toga, 12. rujna, Nikolić biva isključen iz stranke.
Dana 21. listopada 2008. izabran je za predsjednika Srpske napredne stranke, čiji je lider bio do 24. svibnja 2012., kada je podnio ostavku.
Dana 20. svibnja 2012. godine pobijedio je u drugom krugu predsjedničkih izbora protukandidata Borisa Tadića, osvojivši 49% glasova, čime je postao novi predsjednik Srbije. Prisegu je položio 31. svibnja.
Na predsjedničkim izborima 2017. nije se kandidirao za drugi mandat, podupro je kandidaturu Aleksandra Vučića, koji je pobijedio na izborima. Dana 31. svibnja 2017. Tomislavu Nikoliću službeno je prestao predsjednički mandat te je preuzeo novu dužnost Predsjednika nacionalnog vijeća Republike Srbije za suradnju s Kinom i Rusijom. Tomislav Nikolić se rijetko pojavljuje u javnosti, ali je redovno prisutan prigodom kontakata na visokoj razini između Srbije i Kine, te Srbije i Rusije; i nadalje ostaje osobom zaduženom za suradnju Srbije s Rusijom i Kinom.

### Velikosrpska agresija
Godine 2005. Nataša Kandić, predsjednica Fonda za humanitarno pravo iz Beograda, je tvrdila da je tijekom Domovinskog rata Nikolić bio u paravojnoj grupi koja je likvidirala nekoliko civila u hrvatskom selu Antin, sjeverno od Vinkovaca. Preživjeli tvrde da je zločin počinjen od strane pripadnika dobrovoljačke jedinice „Šešeljevi sljedbenci”, među kojima se spominje i Tomislav Nikolić. Nikolić se na te tvrdnje oglasio, rekavši da dok je bio u Antinu, ni jedan civil nije poginuo. Srpska radikalna stranka je optužila Kandić za klevetu zbog ovakvih tvrdnji. Prema podacima beogradskog Fonda za humanitarno pravo, u Antinu u jesen i zimu 1991. i 1992. ubijeno je oko 50 starijih Hrvata. Do sada je Županijsko državno odvjetništvo u Osijeku podiglo optužnicu pred Županijskim sudom u Osijeku protiv hrvatskog državljanina (1971.) zbog počinjenja kaznenog djela ratnog zločina protiv civilnog stanovništva. Hrvatska policija za medije izjavljuje 2005. godine da nije pronašla dokaze koji bi Tomislava Nikolića povezivala sa zločinima nad civilima u Antinu.

Nakon Nataše Kandić, iste informacije iznosi Vladimir Popović, šef Ureda za informiranje Vlade Republike Srbije u vrijeme Zorana Đinđića, u intervjuu za beogradsku Televiziju B92 u svibnju 2007. godine. On tvrdi da mu je nekadašnji šef srbijanske Službe državne bezbednosti Jovica Stanišić ispričao da je zamjenik predsjednika Srpske radikalne stranke Tomislav Nikolić osobno u selu Antin u Hrvatskoj 1991. godine ubio više civila:
„On je '91., on lično, u selu Antin, zapadna Baranja, prilikom posjete nekom dobrovoljačkom odredu SRS, došao kao funkcioner, i kad se tamo pekao vol, janjetina na ražnju i kad se malo napio, navečer je, kako bi im pokazao da je i on pravi Srbin, uzeo kalašnjikov i neke babe i dede, i njih jedno deset, petnaest pobio i bacio ih u bazen”, iznosi Vladimir Popović o Tomislavu Nikoliću pred televizijskim kamerama.
Nikolića je 1993. godine, u svečanoj ceremoniji na Romaniji, Vojislav Šešelj proglasio četničkim vojvodom.
U razgovoru uoči drugog kruga predsjedničkih izbora u Srbiji za njemački list Frankfurter Allgemeine Zeitung izjavio je da mu je projekt Velike Srbije neostvareni san i da danas poštuje međunarodno priznate granice Republike Hrvatske, ali da se Hrvati nemaju što danas vraćati u Vukovar „jer je to bio srpski grad”. Intervju je objavljen 19. svibnja 2012. Na pitanje novinara da komentira to što u Vukovaru danas živi više Srba nego prije deset godina, Nikolić je kazao da je to „zato što je Vukovar bio srpski grad” i da se zato u njega Hrvati sada „nemaju što vraćati”.

### „Rimokatolički zločinački projekat veštačke hrvatske nacije”
Tomislav Nikolić je aktivno sudjelovao u izdavanju i raspačavanju „kroatofobnog priručnika” Vojislava Šešelja objavljenog 2007. godine pod naslovom Rimokatolički zločinački projekat veštačke hrvatske nacije, te je u to vrijeme objašnjavao: 
„Mi smo poslali 48 knjiga u Hrvatsku na različite adrese, ali samo po jedan primjerak svakom pravnom fakultetu, Akademiji znanosti i umjetnosti i Saboru, a posebno predsjedniku Sabora Vladimiru Šeksu koji dobro zna o čemu se radi. Samo želimo provocirati hrvatsku povijesnu znanost o ovom pitanju progovoriti. Neka oni iznesu argumente, a podacima iz Šešeljeve knjige uopće se ne može prigovoriti.”

### Osporavanje Alojzija Stepinca
Tomislav Nikolić u svojstvu Predsjednika Republike Srbije izražava krajem svibnja 2015. godine zabrinutost zbog najave da bi Katolička Crkva mogla Alojzija Stepinca ubrzo proglasiti svetim: u razgovoru s kardinalom Kurtom Kochom (koji je posjetio Srbiju u svojstvu predsjednika Papinskoga vijeća za jedinstvo kršćana i razgovarao s Nikolićem o pripremama za posjet predsjednika Srbije Vatikanu planiranog za rujan 2015.), Nikolić iznosi da bi takva odluka narušila sve ono što je do sada urađeno na poboljšanju odnosa između Srbije i Hrvatske. Ubrzo potom (2. lipnja 2015. godine) srbijanski mediji prenose kako je Srpska pravoslavna Crkva odlučila započeti pregovore s Hrvatskom biskupskom konferencijom povodom „kontroverznog nadbiskupa Stepinca”; navodno izvori iz SPC izjavljuju medijima da im je to pitanje nametnula (srbijanska) državna politika.

### Jasenovac
Tomislav Nikolić na komemoraciji održanoj na bosanskoj strani Save kod Jasenovca u svibnju 2016. godine govori o 700 000 žrtava Jasenovca, od kojih da je navodno 360 tisuća završilo u jamama na Bosanskoj strani Save. „Postojale su tri vrste masovnih grobnica: one u koje su saterivani ljudi i potom ubijani maljevima, one u koje su bacani već ubijeni logoraši i one u kojima su ukopavane kuvane i paljene kosti, ljudski ostaci iz takozvane tvornice sapuna i spaljivanja leševa”, iznosi Nikolić tom prigodom. Sam Nikolić objašnjava kako iznošenjem ovih podataka želi prikazati kako su zapravo Srbi prvenstveno žrtve, a zlikovci su prvenstveno na drugoj strani: „Nama danas udaraju žig zlikovca, a zlikovcima stavljaju oreal žrtve.” Broj žrtava Jasenovca kakvog navodi Nikolić je višestruko veći od onoga kojega se u međunarodnim izvorima smatra realnim.

## Državne funkcije
- Potpredsjednik Vlade Srbije (ožujak 1998. – listopad 2000.)
- Potpredsjednik Savezne vlade SR Jugoslavije (prosinac 1999. – studeni 2000.)
- Predsjednik Skupštine Srbije (8. svibnja – 13. svibnja 2007.)
- Predsjednik Republike Srbije (svibanj 2012. – svibanj 2017.)

## Vanjske poveznice
- "Četnik sam i sanjam Veliku Srbiju", Index.hr, 10. svibnja 2007.